# Далеко від неї (фільм)
«Далеко від неї» — англо-канадський фільм режисерки Сари Поллі, вперше показаний в 2006 році на Міжнародному кінофестивалі в Торонто, також демонструвався в 2007 році на кінофестивалі Санденс. Повнометражний режисерський дебют канадської акторки Сари Поллі, фільм знято за повістю Еліс Манро «Ведмідь перейшов гори».